# Noura Nasri
Pour les articles homonymes, voir Nasri.
Noura Nasri, née le 7 septembre 1983 à Tunis, est une tireuse sportive tunisienne.

## Carrière
Noura Nasri est médaillée de bronze du tir au pistolet à air comprimé à 10 mètres ainsi qu'au pistolet à 25 mètres aux championnats d'Afrique 2010 à Tipaza. Aux championnats d'Afrique 2011 au Caire, elle obtient la médaille d'argent au pistolet à air comprimé à 10 mètres et la médaille de bronze au pistolet à 25 mètres.
Elle participe aux Jeux olympiques d'été de 2012 à Londres, terminant 30e de l'épreuve du pistolet à air comprimé à 10 mètres.
Noura Nasri est sacrée championne d'Afrique du pistolet à air comprimé à 10 mètres en individuel et par équipes en 2014 au Caire et vice-championne d'Afrique de la même épreuve en individuel en 2015.